# شقران منقط
شقران منقط (الاسم العلمي: Puccinia punctata) هو نوع من الفطريات يتبع جنس الشقران من الفصيلة الشقرانية.